# U.D.O.
U.D.O. är ett tyskt hårdrocksband grundat av Udo Dirkschneider 1987. Deras musik är starkt influerad av Accept, då Udo Dirkschneider även var en av grundarna av Accept.

## Historia
När Accept var som störst tillsammans med Udo Dirkschneider släppte de album som Restless & Wild, Balls to The Wall och Metal Heart, men efter Accepts turné med Russian Roulette hoppade Dirkschneider av bandet 1987 och bildade sitt eget band, U.D.O. Han satte genast igång med att hitta nya musiker. Det resulterade i Mathias Dieth (från Sinner) och Peter Szigeti (från Warlock) som gitarrister, Frank Rittel (från Warlock) på bas och Thomas Franke på trummor samt Udo Dirkschneider på sång. Tillsammans släppte U.D.O. sitt debutalbum Animal House där alla låtarna var skrivna av Accept. Låten "Lay Down the Law" är dessutom inspelad av Accepts medlemmar med Udo Dirkschneider. Fansen som var besvikna över att Udo Dirkschneider lämnade Accept leddes snart till hans nya band. Detta ledde till en turné i USA tillsammans med Guns N' Roses på deras Appetite for Destruction-turné. Nu hade dessutom Peter Szigeti ersatts med Andy Susemihl, och även Frank Rittel hade ersatts med Dieter Rubach som var en av Accepts första basister.
När inspelningen av nästa album skulle börja hade Dieter Rubach och Thomas Franke ersatts av Thomas Smuszynski på bas och Stefan Schwarzmann på trummor. Under skrivandet av Mean Machine fick Udo Dirkschneider chansen att jobba med helt andra musiker än med dem i Accept. De nya låtarna resulterade i ren heavy metal utan konstigheter. En Europaturné med Ozzy Osbourne följde. I albumet Faceless World från 1990 använde de för första gången keyboard i låtarna och detta album var med sina keyboardslingor mer melodiskt än tidigare material. Stefan Kaufmann som var Accepts forna trummis var villig att producera albumet. Eftersom Andy Susemihl hoppat av före inspelningen spelade Mathias Dieth in alla gitarrer själv. Albumet blev deras mest framgångsrika dittills och är U.D.O:s mest sålda album. Gruppen anlitade Wolla Böhm som andra gitarrist under turnén eftersom Susemihl hade hoppat av. Under en kort tids turnerande i Europa fick Udo Dirkschneider problem med hälsan och måste vila upp sig på sjukhus. Det ledde till att turnén måste avbrytas. Men året därpå visade han sig piggare än någonsin, vilket kan märkas på följande album. Timebomb från 1991 visade sig vara U.D.O:s tyngsta album med dess ofta dubbeltrampade baskaggar och snabba gitarrsolon. Stefan Kaufmann var producent även för detta album och Mathias Dieth var ensam gitarrist på albumet. Under början av turnén kom Andy Susemihl tillbaka en kort tid men ersattes senare av Frank Fricke. När de kvarvarande fansen från Accept krävde en återförening blev Udo Dirkschneider tvungen att avsluta U.D.O.

### U.D.O:s andra era

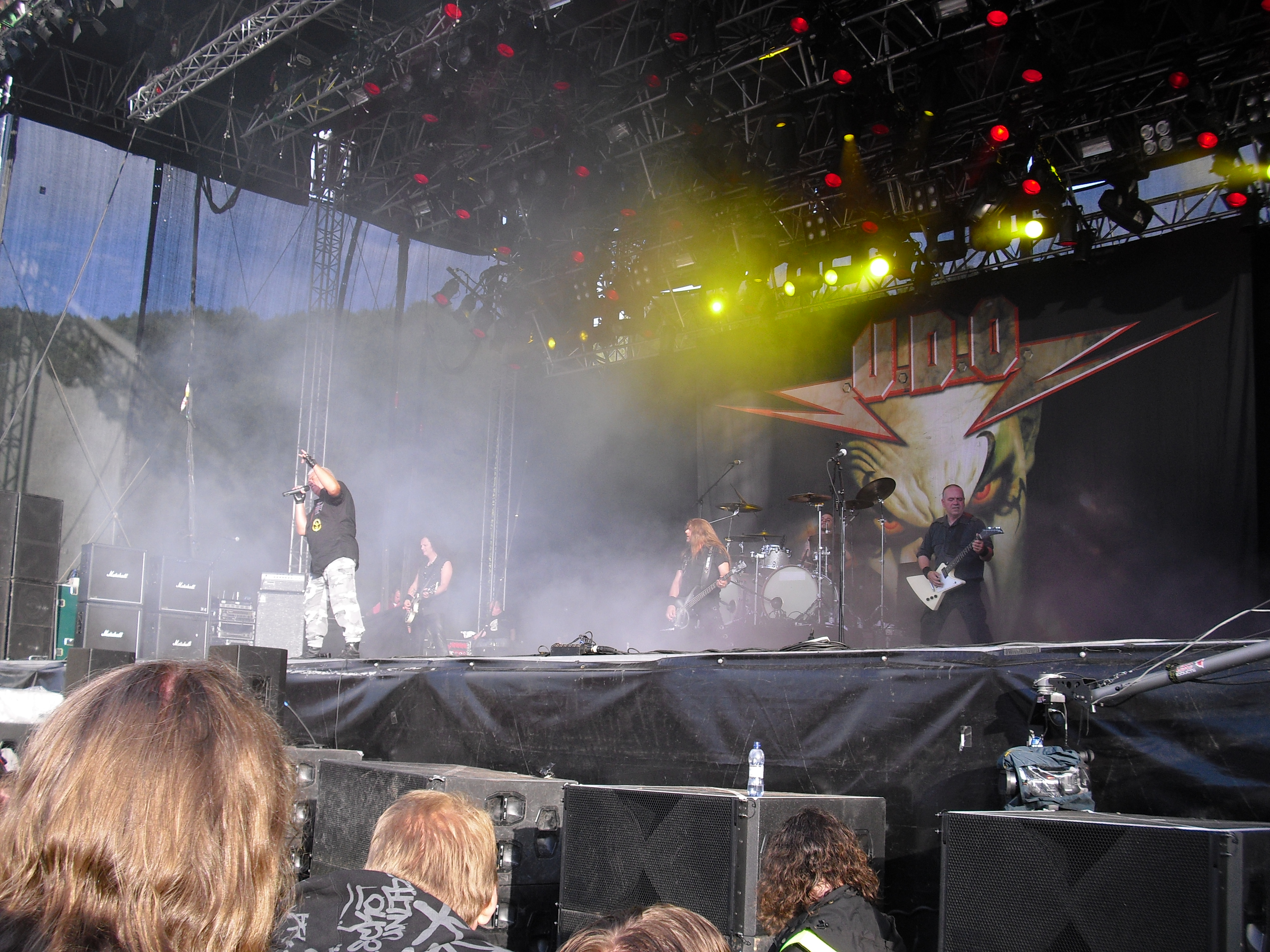
U.D.O. på Norway Rock Festival 2009.

När Accept splittrades igen 1996 blåste Udo Dirkschneider nytt liv i U.D.O. och började leta musiker. Det resulterade i Jürgen Graf och Accepts trummis Stefan Kaufmann som gitarrister, Fitty Wienhold på bas och den tidigare U.D.O.-trummisen Stefan Schwarzmann. Deras första projekt blev att spela in en cover på Judas Priests låt "Metal Gods" till skivan A Tribute to Judas Priest: Legends of Metal. 
År 1997 spelade U.D.O. in albumet Solid som blev liggande på Rock Hards albumlista i ett år. Det följdes av No Limits 1998. Med Igor Gianola istället för Jürgen Graf spelade man in Holy där trummisen är relativt okänd. Holy gavs ut 1999 och resulterade i en turné i USA. 
På albumet Dominator från 2009 spelar U.D.O:s ursprungliga gitarrist Mathias Dieth sologitarr på en av låtarna på skivan. Plattan har dessutom givit U.D.O. chansen att få besöka USA, Ryssland och Storbritannien.
Gruppens femtonde och senaste studioalbum Decadent gavs ut 2015.

## Medlemmar
Nuvarande medlemmar

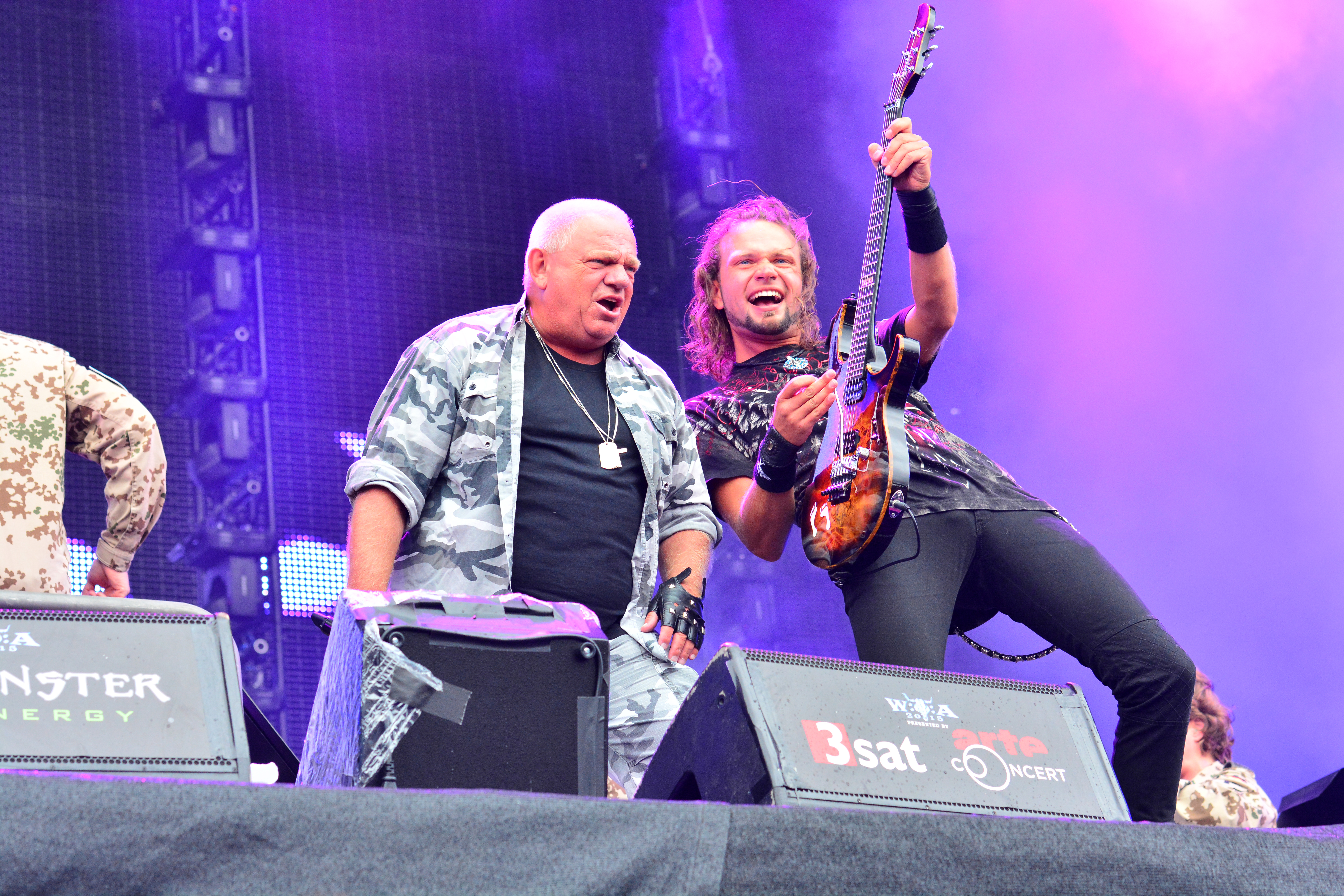
U.D.O. vid Wacken Open Air 2015.

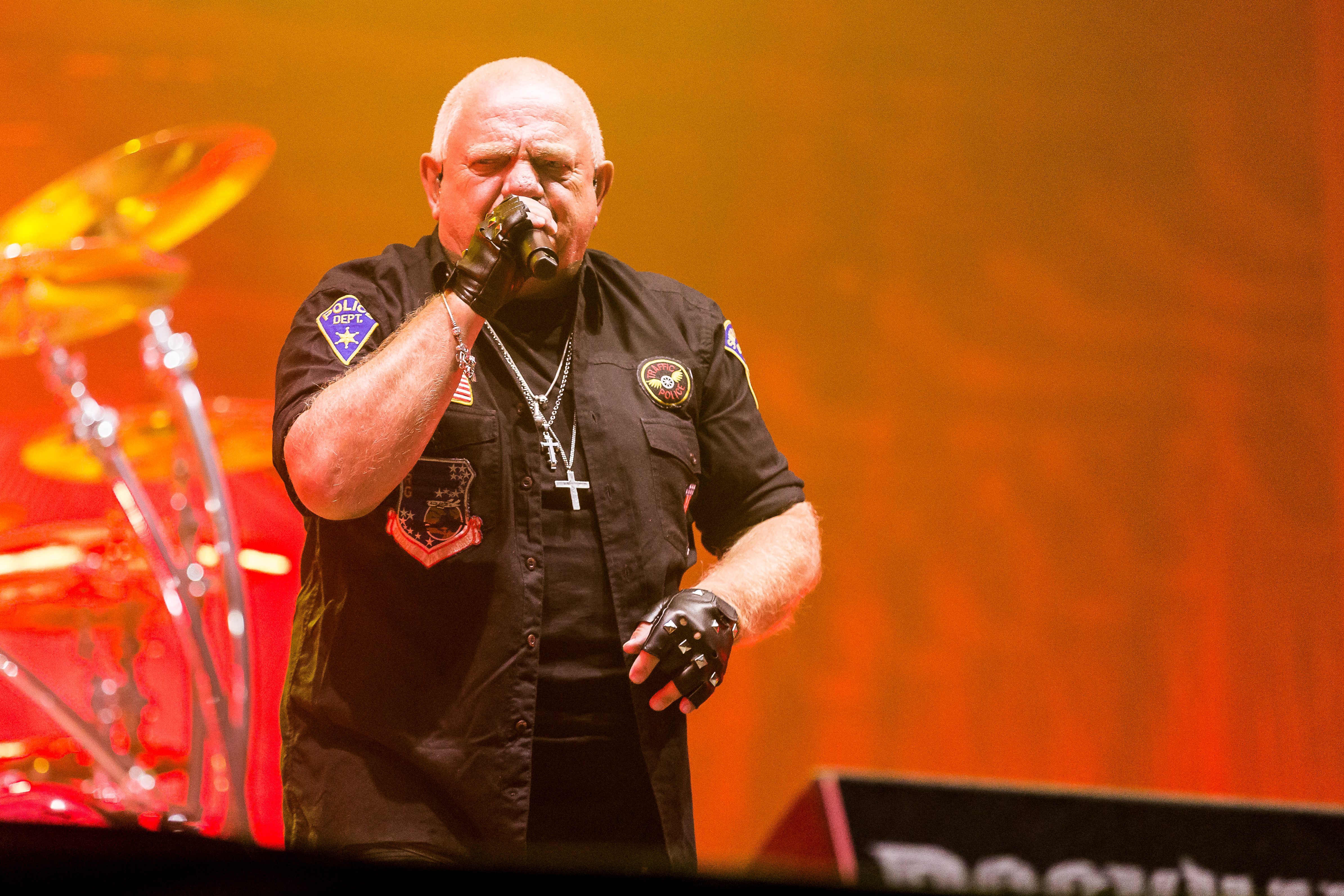
Udo Dirkschneider vid Rockharz 2019.

- Udo Dirkschneider – sång (1987–1991, 1996– )
- Andrey Smirnov – gitarr (2012– )
- Sven Dirkschneider – trummor (2015– )
- Tilen Hudrap – basgitarr (2018– )
- Dee Dammers – gitarr (2018– )

Tidigare medlemmar
- Dieter Rubach – basgitarr (1987–1988)
- Frank Rittel – basgitarr (1987)
- Thomas Franke – trummor (1987–1988)
- Mathias Dieth	– gitarr (1987–1991)
- Andy Susemihl – gitarr (1987–1989)
- Peter Szigeti – gitarr (1987)
- Thomas "Bodo" Smuszynski – basgitarr (1988–1991)
- Stefan Schwarzmann – trummor (1988–1991, 1996—1999)
- Wolfgang "Wolla" Böhm – gitarr (1990)
- Frank Fricke – gitarr (1991)
- Stefan Kaufmann – gitarr (1996–2012)
- Jürgen Graf – gitarr (1996–1998)
- Fitty Wienhold – basgitarr (1996–2018)
- Lorenzo Milani – trummor (1999–2004)
- Igor Gianola – gitarr (1999–2013)
- Francesco Jovino – trummor (2005–2014)
- Kasperi Heikkinen – gitarr (2013–2017)
- Bill Hudson – gitarr (2017–2018)

Turnerande medlemmar
- Harrison Young – keyboard (2015– )
- Marcus Bielenberg – basgitarr (2004)
- Sven Dirkschneider – trummor (2012)
- Ulli Köllner – keyboard (2013–2015)
- Stefan Kaufmann – gitarr (2018– )
- Christoph Kuhlmann – gitarr (2019– )

## Diskografi

### Studioalbum
- 1987 – Animal House
- 1989 – Mean Machine
- 1990 – Faceless World
- 1991 – Timebomb
- 1997 – Solid
- 1998 – No Limits
- 1999 – Holy
- 2002 – Man And Machine
- 2004 – Thunderball
- 2005 – Mission No. X
- 2007 – Mastercutor
- 2009 – Dominator
- 2011 – Rev-Raptor
- 2013 – Steelhammer [1]
- 2015 – Decadent
- 2018 – Steelfactory

### Livealbum
- 2001 – Live From Russia
- 2003 – Nailed To Metal - The Missing Tracks
- 2016 – Live - Back to the Roots
- 2017 – Live - Back to the Roots - Accepted!

### EP
- 2005 – 24/7
- 2007 – The Wrong Side of Midnight
- 2009 – Infected
- 2011 – Leatherhead

### Singlar
- 1987 – "They Want War"
- 1990 – "Faceless World"
- 1990 – "Heart of Gold"
- 1997 – "Two Faced Woman"
- 1997 – "Independence Day"
- 1998 – "Lovemachine"
- 2002 – "Dancing With an Angel"
- 2013 – "Metal Machine"
- 2014 – "Decadent"
- 2018 – "Rising High"
- 2018 – "One Heart One Soul"

### Samlingsalbum
- 1999 – Best Of
- 2007 – Metallized: 20 Years of Metal
- 2009 – Best Of & Live
- 2012 – Celebrator: Rare Tracks

### Video
- 2003 – Nailed to Metal - The Complete History (DVD)
- 2004 – Thundervision (DVD)
- 2008 – Mastercutor Alive (2DVD)
- 2012 – Live In Sofia (DVD)
- 2014 – Steelhammer - Live From Moscow (DVD)
- 2015 – Navy Metal Night (DVD + 2CD)

### Annat
- 2001 – Accept / Animal House (delad album: Accept / U.D.O.)
- 2001 – Balls to the Wall / Timebomb (delad album: Accept / U.D.O.)
- 2001 – Mean Machine / Eat the Heat (delad album: U.D.O. / Accept)
- 2019 – "Fire Blood And Steel" / "Blood On Fire" (delad singel: Brothers of Metal / U.D.O.)